# Ballade voor fluit en orkest
De Ballade voor fluit en orkest is het laatste werk dat Carl Reinecke schreef. Het werk draagt opusnummer 288 en werd voor het eerst uitgegeven door Jul. Heinr. Zimmermann te Leipzig in 1911. De orkestbezetting bestaat uit 2 fluiten, 2 hobo's, 2 klarinetten, 2 fagotten, 2 hoorns, 2 trompetten, pauken, triangel, slagwerk en strijkers. Reinecke maakte zelf een versie voor fluit en piano. Reineke schreef voor de fluit verder de sonate Undine voor fluit en piano (op. 167) en een Fluitconcert (op. 283).